# 腓特烈·瑙曼基金會

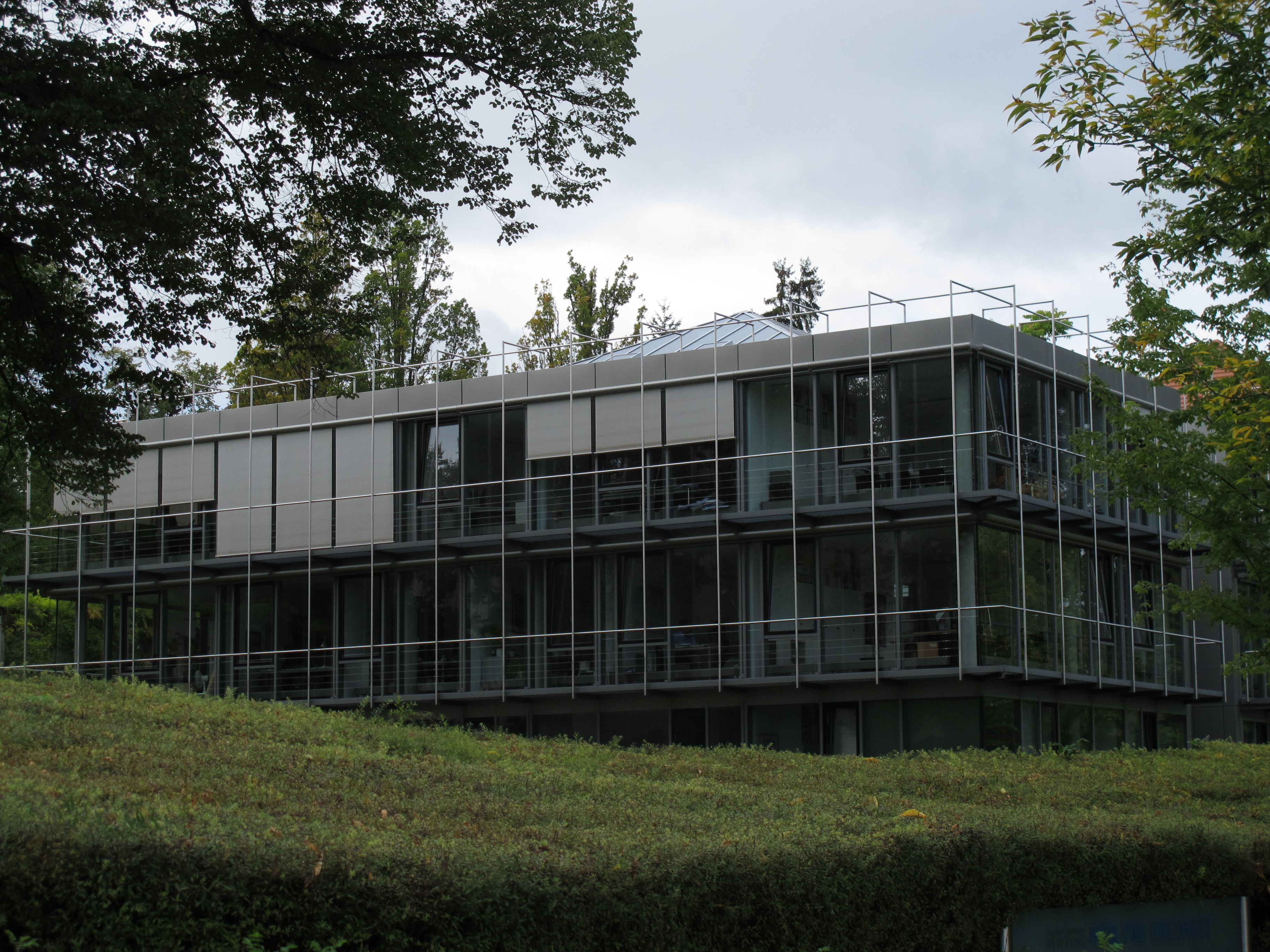
位于德国波茨坦-巴伯斯貝格的基金会总部

腓特烈·瑙曼基金會 （德語：Friedrich-Naumann-Stiftung für die Freiheit，簡稱FNF）是德國一個與德國自由民主黨和國際自由聯盟有關聯的基金會，1958年由西德總統特奧多爾·豪斯創立，以推廣自由民主的價值。基金會以德國神學家腓特烈·瑙曼命名。 截至2020年9月17日，该会在欧、亚、非、美洲设有27所办事处。

## 基金會與西藏問題
基金會曾在中國大陸有分支機構，但在1996年撤出。根據西藏流亡政府的說法，這是因為基金會在當年舉辦了相關問題的國際會議， 同時聯邦議會通過一筆款項支持會議的召開。2008年西藏騷亂後，中國官方新華社引述德國外交政策網站刊登文章披露，美國國務院、基金會及西藏流亡組織早在2007年5月就認為可利用北京奧運向中國政府施壓並以此部署多項抗議活動。

## 基金会与香港问题
受到2020年6月30日中国大陆通过备受争议的《港区国安法》的影响，以及一名长期合作的伙伴成为逮捕对象后，基金会主席卡尔-海因茨·帕克于2020年9月16日在柏林宣布关闭基金会驻港办事处。他指出，“今天，谁在香港为民主和自由发声，谁就有危险。”他强调，“我们不能、也不愿让我们的工作人员与合作伙伴承受这样的风险”。由于港区国安法威胁在港的外国组织，为免员工及合作伙伴承受安全风险，决定关闭香港办事处。但帕克强调：“关闭香港办公室不代表我们将放弃香港或中国议题。鉴于当前的情况，未来甚至会更加以关注。該基金會於11月3日宣佈，將於明年在台北開啟辦事處，取代原有位於香港的辦事處。